# Museo de Nuevo Brunswick
El Museo de Nuevo Brunswick (en inglés: New Brunswick Museum; en francés: Musée du Nouveau-Brunswick) situado en Saint John, provincia de Nuevo Brunswick, al este de Canadá es más antiguo museo en continua existencia en el país . El Museo de Nuevo Brunswick fue incorporado oficialmente como el " Museo Provincial " en 1929 y recibió su nombre actual en 1930 , pero su historia se remonta mucho más allá. Su linaje se puede encontrar otros ochenta y ocho años atrás en 1842 y gracias al trabajo del Dr. Abraham Gesner.
El 5 de abril de 1842 Abraham Gesner lo abrió como el Museo de Historia Natural, fue Renombrado Museo Instituto de la Mecánica en 1846. Cuando el Instituto de Mecánica se cerró en 1890, la Sociedad de Historia Natural de Nueva Brunswick adquirió la colección y el museo se trasladó , primero al entonces nuevo edificio del mercado y luego, en 1906, al 72 de Union Street. En 1934 una nueva instalación para el museo Provincial en la avenida Douglas fue inaugurado oficialmente por el primer ministro RB Bennett.